# Diastosphya agetes
Diastosphya agetes là một loài bọ cánh cứng trong họ Cerambycidae.